# Dirk Petrus Marius Graswinckel

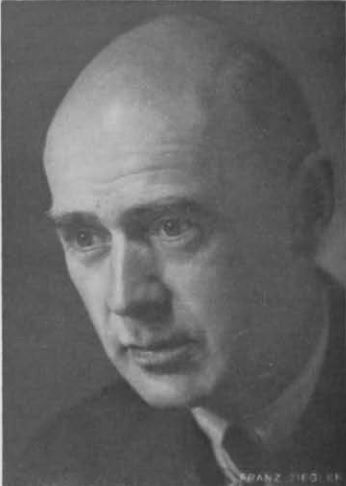
D.P.M. Graswinckel

Dirk Petrus Marius Graswinckel (Utrecht, 30 oktober 1888 - Den Haag, 9 september 1960) was een Nederlandse rijksarchivaris en publicist.
Graswinckel was zoon van een legerofficier en woonde tijdens zijn jeugd in diverse legerplaatsen. Zijn gelijknamige grootvader (1836-1913) werd bij KB d.d. 21-7-1908, nr. 71 verheven in de Nederlandse adel en hij en zijn nakomelingen mochten zich voortaan bedienen van het predicaat jonkheer of jonkvrouw. 
Na de hbs ging Graswinckel in 1910 medicijnen studeren aan de Universiteit Leiden, om al na een jaar over te stappen naar de studie rechten. Door de Eerste Wereldoorlog, waarin hij reserve-luitenant was, liep hij studievertraging op. In 1919 promoveerde hij en in het jaar daarop werd hij vrijwilliger bij het Rijksarchief in Den Haag.
Jhr. dr. Graswinckel werd in 1921 aangesteld als commies-chartermeester bij het Rijksarchief van Overijssel in Zwolle, om drie jaar later over te stappen naar het Gelderse rijksarchief. Graswinckel was medeverantwoordelijk voor een ruilverdrag tussen Nederland en Pruisen, waarbij afspraken werden gemaakt over overdracht van archiefstukken op basis van een herkomstbeginsel.
In 1933 werd Graswinckel benoemd tot rijksarchivaris van de Tweede Afdeling van het Algemeen Rijksarchief in Den Haag. Tijdens de Tweede Wereldoorlog was hij reserve-majoor. Eind 1944 trad hij in dienst bij het Militair Gezag in Breda en kreeg hij de taak om de door Duitsers geroofde archieven, bibliotheken en kunstschatten weer terug te vinden. Van 1946 tot 1953 was Graswinckel Algemeen Rijksarchivaris. Na zijn pensionering werd hij benoemd tot honorair-adviseur van het Rijksarchief. Hij was ook betrokken bij de stichting van de Rijksarchiefschool (1955), waar hij een van de docenten werd.
Op verzoek van de UNESCO richtte Graswinckel in 1948 met een aantal collega's een Internationale Archiefraad op. Hij was hiervan eerst vicevoorzitter en later voorzitter. Bij zijn aftreden in 1956 werd hij benoemd tot erevoorzitter. In datzelfde jaar werd hij voorzitter van de Hoge Raad van Adel.
Graswinckel had veel nevenfuncties en ontving in de loop der jaren meerdere onderscheidingen. Zo was hij Ridder in de Orde van de Nederlandse Leeuw, Grootofficier van de Kroonorde van België, Grootofficier in de Orde van Adolf van Nassau van Luxemburg, Officier in het Legioen van Eer en Officier van de Orde van de Eikenkroon. Bovendien was hij rechtsridder in de Johanniterorde.

## Publicaties (selectie)
Graswinckel publiceerde diverse geschiedkundige boeken, waaronder een over zijn eigen familie.
- De archieven der gasthuizen, fundatiën, gilden, schutterijen en vendels, gedeponeerd bij het oud-archief der gemeente Arnhem., 1930
- Nederlandsche hofjes, 1943.
- Graswinckel. Geschiedenis van een Delfts brouwers- en regentengeslacht. 's-Gravenhage, 1956.
- De Johanniterorde in Nederland 1934-1959, 1959